# Соколов, Гавриил Дмитриевич
Гаврии́л Дми́триевич Соколо́в (28 марта 1900, с. Засосна, Воронежская губерния — 16 февраля 1965) — советский военачальник, генерал-майор (14.02.1943).

## Биография
Родился в д. Засосна. Окончил 6 классов школы.
В 1919—1921 годах — на фронтах Гражданской войны, потом продолжил службу в РККА. В 1922 и 1924 годах окончил годичные учебные курсы, в 1937 — курсы «Выстрел». Член ВКП(б) с 1929 года. Полковник (1940).
С 29 июня по 13 сентября 1941 года — командир 666-го стрелкового полка 153-й стрелковой дивизии. В боях под Витебском двое суток сдерживал атаки противника. Дважды был ранен и дважды контужен.
С 15 сентября 1941 по 5 октября 1942 года — командир 330-й стрелковой дивизии 10-й армии (Западный фронт). 7 декабря 1941 года внезапной атакой занял город Михайлов.
Со 2 ноября 1942 по 4 августа 1943 года снова командовал 330-й сд, генерал-майор (14.02.1943). С 25 августа 1943 по 9 февраля 1944 года и с 18 марта по 6 июня 1944 года — командир 154-й стрелковой дивизии 3-й гвардейской танковой армии 1-го Прибалтийского фронта. Потом командовал 25-й сд.
С 1947 года в запасе, жил в Одессе. Умер в 1965 году.

## Награды
- Орден Ленина (21.02.1945),
- Три ордена Красного Знамени (21.07.42, 5.11.42, 3.11.1944)
- орден Александра Невского (13.02.44)
- медаль «XX лет РККА» и другие медали.